# カルティエ＝メートル・アンクティル (通報艦)
カルティエ＝メートル・アンクティル（フランス語：Quartier-Maître Anquetil, F 786）は、フランス海軍のデスティエンヌ・ドルヴ級通報艦6番艦。艦名は第二次世界大戦中、レジスタンス運動に参加し逮捕・処刑されたベルナール・アンクティル水兵長（Bernard Anquetil）に由来する。

## 艦歴
「カルティエ＝メートル・アンクティル」は、DCNロリアン工廠で建造され1975年8月1日に起工、1976年8月7日に進水、1978年2月4日に就役する。
1978年4月29日にディナンと命名都市の関係を結び、陸軍の第3竜騎兵連隊と提携関係を結ぶ（連隊が解隊される1997年6月まで）。「カルティエ＝メートル・アンクティル」は海外領土や経済水域の警備の他に、潜水艦部隊の支援や法執行活動および救難を担当し海洋における諸任務に当たる。
1999年7月30日に退役する。

## TCG バンドゥルマ
バンドゥルマ（トルコ語：TCG Bandirma, F-502）は、トルコ海軍がフランスから購入したブラク級（Burak）コルベットの3番艦。艦名はバンドゥルマ（tr:Bandırma, Balıkesir）に由来する。
「バンドゥルマ」は、2000年11月にフランスから購入しDCNにて回復作業が行なわれた後、2001年11月15日にトルコ海軍に納入された。